# لاري أوديا
لاري أوديا (بالإنجليزية: Larry O'Dea)‏ هو مصارع محترف أسترالي، ولد في 1944 في كانبرا في أستراليا، وتوفي في 30 يونيو 1997 بسبب سرطان الكبد.

## روابط خارجية
- لاري أوديا على موقع CageMatch worker (الإنجليزية)